# Енн Гаррі
Енн Гаррі — американська вчена, почесний професор філософії в Каліфорнійському державному університеті, Лос-Анджелес. Хоча в Каліфорнійському університеті, Гаррі була директором-засновницею Центру вивчення статі та сексуальної орієнтації, а також кілька разів обіймала посаду керівниці кафедри філософії. Вона також зробила декілька візитів, включаючи кафедру феміністської філософії в Хамфрі в Університеті Ватерлоо  і лекції Фулбрайта в Токійському університеті та Університеті Лотанд в Етвеш, Будапешт. Хоча Гаррі більше не викладає в повний робочий день, вона продовжує працювати з аспірантами.

## Освіта та кар'єра
Гаррі отримала ступінь бакалавра в Монмутському коледжі у 1965 році, закінчивши його з відзнакою. Вона продовжила навчання, отримавши ступінь магістра в Університеті Чикаго в 1966 році й доктора філософіїз дисертацією, зосередженою на візуалізації в Університеті Меріленду в 1970 році. Гаррі прийняла посаду Старшої викладачки філософії в Каліфорнійському університеті у 1969 році, перш ніж була призначена доцентом у 1977 році, а потім і штатною професоркою в 1983 році. Бувши професоркою Каліфорнійського  університету, Гаррі працювала у департаменті на різних посадах, у тому числі кілька разів виконувала обов'язки завідувачки кафедри.
Крім своїх постійних академічних обов'язків, Гаррі працювала як запрошена доцент філософії у Лос-Анджелесі протягом весняного семестру в 1977 р., а також була запрошена як професор філософії в університет Південної Каліфорнії восени 1978 р. і 1979 р. (де вона пізніше стала професором філософії в 1988 році.)  Гаррі також обіймала посаду професора філософії в Лос-Анджелесі.
Крім академічних призначень, Гаррі зробила свій внесок у різноманітні важливі напрямки, серед яких було заснування Hypatia: A Journal of Feminist Philosophy, Товариства жінок у філософії, Тихоокеанського відділу. Вона також є редакторкою тем, пов'язаних з феміністичною філософією як для Стенфордської енциклопедії філософії, так і для ФілПейперс.

## Області досліджень
Гаррі розпочала аспірантуру під час розквіту англомовної аналітичної філософії, і багато її оригінальних наукових інтересів зображають саме це. Її зосередження включали гносеологію, аналітичну метафізику, філософію мови й т.д. Коли Нові ліві та жіночий рух почали впливати на наукові інтереси, Гаррі була зосереджена на фемінізмі, а також на перегляді традиційної філософії через феміністичну точку зору. Зараз її інтереси зосереджуються на взаємозв'язку, та способі, в якому системи гноблення і привілеїв фундаментально переплітаються і формують одне одного. Гаррі була першою, хто прийшла до сфери феміністської філософії й була відповідальною за значну кількість фундаментальних робіт у цій галузі, включаючи розвиток ранніх курсів у феміністській філософії, і ранніх спроб інтеграції феміністської філософії в інші філософські сфери. Гаррі була також однією з перших філософинь, які поставили під сумнів, чи є порнографія важливою причиною гендерного насильства.

## Публікації
Гаррі редагувала одну антологію «Жінки, знання та реальність: дослідження в феміністській філософії», яка є збіркою з 25 есе, спрямованих на висвітлення шляхів, за якими феміністська філософія (і феміністські філософи) займаються, критикують і ставлять під сумнів традиційні галузі філософії. Антологія має численні видання, включаючи російський переклад. Гаррі співпрацювала з іншими філософами Сереною Хадер і Елісон Стоун над темою  Routledge Companion (прим. британське видавництво) Феміністська Філософія, опублікованою у 2017 році. Гаррі також опублікувала низку розділів рецензованих книг, журнальних статей і рецензій, в першу чергу займаючись темами, пов'язаними з фемінізмом, міжсекторністю, філософськими та феміністичними методами, а також про статі та гендер.